# Laboratoriumsassistent
Medizinisch-technische Laboratoriumsassistenten führen zur Krankheitsvorsorge, -erkennung und -behandlung Laboruntersuchungen von Körperflüssigkeiten und -geweben durch. Die einzelnen Teilgebiete sind Histologie, Hämatologie, Mikrobiologie und Klinische Chemie. Die Ausbildung war schulisch, wurde aber im Laufe der letzten Jahre auf Dual umgestellt.

## Ausbildung
Medizinisch-technische/r Laboratoriumsassistent/in ist eine bundesweit einheitlich geregelte schulische Ausbildung an Berufsfachschulen. Sie dauert drei Jahre und endet mit einer staatlichen Abschlussprüfung.

## Typische Branchen
Laboratoriumsassistenten finden Beschäftigung:
- in Krankenhäusern
- in Arztpraxen
- in medizinischen Laboratorien
- bei Blutspendediensten